# غاب (نبات)
الغاب أو القصب أو الزَلْ أو البوص جنس نبات عشبي معمر ينتمي للفصيلة النجيلية. يضم نوعين أو ثلاثة أهمها الغاب العملاق.

## الانتشار والتأقلم
ينمو قرب المجاري المائية وفي الأراضي الرطبة.

## الأنواع
- الغاب البليني (باللاتينية: Arundo plinii)
- الغاب العملاق (باللاتينية: Arundo donax)
- الغاب الفورموزي (باللاتينية: Arundo formosana)

## الوصف النباتي
يصل ارتفاع النبات إلى أكثر من ثلاثة أمتار، ويكون الساق عبارة عن قصبة مجوفة قاسية يتحول لونها إلى الأصفر.